# Якапи, Роомет
Ро́омет Я́капи (эст. Roomet Jakapi; родился 18 апреля 1973 г. в Тарту ) — старший научный сотрудник Тартуского университета , доктор философских наук, специалист по истории философии XVII—XVIII вв. В 2002—2007 гг. преподавал философию в Таллинском техническом университете. В Тартуском университете работает с 2003 г., старший научный сотрудник Тартуского университета с 2005 г.

## Образование
Окончил теологический факультет Тартуского университета в 1995 г. В 2000—2001 учебном году проходил стажировку в Оксфордском университете у Майкла Айерса. Летом 2002 г. (в возрасте 29 лет) Р. Якапи успешно защитил докторскую диссертацию «Беркли, таинства и проблема значения», в которой выступил с критикой концепций влиятельных западных берклиеведов Bertil Belfrage (Швеция) и David Berman (Великобритания). Основные положения своей докторской диссертации Р. Якапи представил в докладе «Христианские таинства и мнимый нон-когнитивизм Беркли», прочитанном на проходившей в апреле 2003 г. Международной конференции по философии Дж. Беркли.

## Преподавательская и научно-исследовательская деятельность
Как выпускник и преподаватель Тартуского университета, Роомет Якапи выступает за налаживание и расширение международных связей своего учебного заведения. Так, например, курс истории философии XVII—XVIII вв., читаемый Р. Якапи в Тартуском университете, был подготовлен при содействии американского историка философии Marc A. Hight (Хэмпден-Сидней-колледж, США, штат Вирджиния). В сентябре 2005 г. совместно со шведским берклиеведом B. Belfrage Роомет Якапи организовал на кафедре философии Тартуского университета проведение Международной конференции по философии Дж. Беркли. Как главный редактор выпускаемого в Тартуском университете философского журнала «Studia Philosophica Estonica», Р. Якапи подчеркивает, что это периодическое издание, несмотря на своё название, не ограничивается публикацией статей эстонских авторов и призвано служить платформой для международных дискуссий. «Studia Philosophica Estonica» публикует статьи на английском (британский и американский варианты), немецком и эстонском языках. Редколлегия журнала приглашает к сотрудничеству специалистов по философским дисциплинам из разных стран, в том числе коллег из России.
Р. Якапи широко контактирует с зарубежными историками философии.

Единственным способом серьёзно заниматься интересующими меня вопросами я считаю участие в международных дискуссиях,
— Jakapi, Roomet. Konnatiigis konutades — “Eesti Päevaleht” от 27 апреля 2004 г.
— сообщил Р. Якапи эстонской газете. Официальным оппонентом докторской диссертации Р. Якапи, защищенной в Тартуском университете, был профессор Хельсинкского университета Т. Аираксинен. В соответствии с предъявляемыми в Тартуском университете жесткими требованиями к защите докторских диссертаций: наличие не менее трех статей в международных рецензируемых журналах, — диссертация Р. Якапи на соискание ученой степени доктора философских наук была вынесена на защиту после публикации основных результатов диссертационного исследования в ведущих академических изданиях, в том числе в таком авторитетном международном журнале по философии, как «The Modern Schoolman». Свои историко-философские исследования Р. Якапи публикует не только на эстонском, но и на английском языке в коллективных монографиях и философских журналах Финляндии, Германии, Великобритании, США.

## Исследования по философии Беркли
Главной областью научных интересов Р. Якапи является философия Дж. Беркли. В этом отношении появление такого специалиста по философии Беркли, как Роомет Якапи, явилось долгожданным событием для историко-философской науки постсоветского пространства. Самым большим достижением советского берклиеведения была книга Б. Э. Быховского «Джордж Беркли», оказавшаяся за всю историю СССР единственным монографическим исследованием философского учения великого ирландского мыслителя. Социально-исторические условия политического диктата КПСС не могли не отразиться на научном уровне монографии Быховского. В стране, где пресекалась свобода слова и искусственно насаждалась марксистско-ленинская идеология, историк философии не мог высказывать непредвзятую оценку философских взглядов Беркли и был ограничен в их исследовании теми рамками, которые были заданы критикой берклианства в работе В. И. Ленина «Материализм и эмпириокритицизм». После выхода в свет этой книги Ленина , когда благодаря крупнейшим берклиеведам сер. XX в. Артуру Люсу и Томасу Джессопу во всем мире резко возрос интерес к идейному наследию Беркли, появилось множество новых и оригинальных берклиеведческих концепций, произошёл отказ от ряда прежних стереотипов в осмыслении творчества британского философа. Все эти достижения мирового берклиеведения, вступающие в противоречие с ленинской трактовкой берклианства, не могли быть учтены Быховским, хотя бы уже в силу идеологических запретов в СССР. Переведенная лишь на язык одной из союзных республик, книга Быховского не имела научного значения за пределами СССР. Но так как в постсоветской России новые книги по философии Беркли не появлялись, работа Быховского по-прежнему остается для русскоязычных студентов главным ориентиром при изучении берклианства. Эстонец же Роомет Якапи стал первым берклиеведом постсоветского пространства, заслужившим мировое признание и предпринявшим анализ философского творчества Беркли на основе учёта и переосмысления тех новых результатов, которыми обогатилось мировое берклиеведение за последние десятилетия. Если в упомянутой книге Б. Э. Быховского разработки зарубежных берклиеведов были фактически проигнорированы, то эстонский исследователь подходит к решению проблем современного берклиеведения в тесном сотрудничестве с лучшими специалистами из разных стран. Свободно владея английским языком, Р. Якапи принимает активное участие в Международных конференциях по философии Беркли, на страницах своих публикаций выражает признательность за помощь, которую в ходе проводимой им историко-философской реконструкции воззрений Беркли оказали своими критическими замечаниями видные западные историки философии и берклиеведы, такие, как George Pappas, Talia M. Bettcher, Marc A. Hight (США), David Berman (Колледж Святой Троицы, Дублин, Ирландия), Geneviève Brykman (Франция) и др.
Роометом Якапи сделан перевод на эстонский язык одного из основных философских произведений Дж. Беркли «Три разговора между Гиласом и Филонусом».

## Роомет Якапи как музыкант
Роомет Якапи совмещает свою научно-исследовательскую и преподавательскую работу с профессиональными занятиями музыкой, является композитором и исполнителем песен, выступает на концертах в составе эстонской группы «Kreatiivmootor» У Якапи цыганские предки..

## Международные конференции по философииДж. Берклис участием Р. Якапи
1. Roomet Jakapi. «Berkeley and the Separate State of the Soul» // September 2007, Gaeta, Italy. — Опубликовано в: Berkeley Studies 18 (2007): pp. 24–28.
  - Статья переведена на русский язык и доступна в Интернете: Якапи, Роомет. Беркли и отдельное состояние души: общие замечания  / Перевод с английского А. А. Ахвледиани. — 2011.
2. Roomet Jakapi: «Berkeley and the Disembodied Soul» // 6th-9th August 2007, University of Helsinki, Finland
3. Roomet Jakapi, Tartu, «Passive Obedience and the Law of Nature» // 5th-8th September 2005, University of Tartu, Estonia (Organized by Bertil Belfrage and Roomet Jakapi). — Опубликовано в: Abstracts for the 2005 International Berkeley Conference at Tartu, Estonia // «The Berkeley Newsletter» 16 (2005) p. 11.
4. Roomet Jakapi, «Berkeley and the Future State of the Soul» // 20th-23rd October 2003, University of Rennes, France
5. Roomet Jakapi «Christian Mysteries and Berkeley’s Alleged Non-Cognitivism» // 3rd-5th April 2003, Texas A&M University, College Station, Texas.